# San Miguel de Bernuy
San Miguel de Bernuy település Spanyolországban, Segovia tartományban. San Miguel de Bernuy Fuentidueña, Fuentesoto, Cobos de Fuentidueña és Fuente el Olmo de Fuentidueña községekkel határos. Lakosainak száma 134 fő (2024).

## Népesség
A település népessége az elmúlt években az alábbi módon változott:
| Lakosok száma | 172  | 199  | 181  | 177  | 168  | 150  | 137  | 140  | 135  | 134  |
|               | 2001 | 2004 | 2007 | 2009 | 2012 | 2014 | 2017 | 2019 | 2022 | 2024 |